# Trijada (organizirani kriminal)
Trijada (kin. 三合會, sān hé huì), naziv za tajno društvo u Kini u vrijeme dinastije Qing i kriminalne organizacije na području Kine i drugih azijskih država. Ponekad se naziva kineska mafija ili crna društva. U današnje vrijeme je međunarodna kriminalna organizacija koja ima svoje uporište u Kini i drugim zemljama u kojima živi brojnija kineska emigracija. Najpoznatiji ogranci trijada izvan Kine nalaze se u Macau, Hong Kongu i na Tajvanu, a od ostalih ogranaka poznati su oni u Maleziji, Singapuru i SAD-u. Procjenjuje se da su trijade jedna od najbrojnijih kriminalnih organizacija s više od 250.000 članova. Najveća i najmoćnija trijada Sun Yee On broji oko 40.000 članova i smještena je u Hong Kongu.

## Etimologija
Izraz trijada je relativno novi engleski izraz koji je nastao kao prijevod kineskog termina Sān Hé Huì, koji označava Društvo Trojnog saveza, odnosno saveza neba, Zemlje i ljudi. Prema drugoj teoriji naziv su skovali engleski kolonijalni službenici u Hong Kongu koji su ga stvorili po uzoru na trokutaste prikaze koji simboliziraju trijade.

## Povijest trijada
Trijade su se razvile krajem 18. stoljeća iz Klana Hung te su surađivale sa stranim trgovcima na poslu uvoza opijuma u Kinu. U 19. stoljeću aktivno su sudjelovali kao tajno društvo u borbi protiv mandžurske dinastije Qing, koju su željeli zbaciti i ponovno dovesti na vlast kinesku dinastiju Ming. Godine 1911. uzeli su učešće u zbacivanju posljednjeg kineskog cara Pu Yija (1908. – 1912.) nakon čega je srušena monarhija i proglašeno republičko uređenje. U tranzitnom razdoblju upravljali su Shangaijem te su davali podršku Čang Kai-šeku (1887. – 1975.) i njegovom Kuomintangu. Od kraja 1920-ih godina trijade mu pomažu uništiti komunističke snage. Jedan dio trijada pomogao je kineske nacionalističke snage u borbi protiv Japanaca za vrijeme Drugog svjetskog rata, dok se drugi dio odao kriminalu i harao ruralna područja Kine.
Godine 1949. komunisti na čelu s Mao Ce-tungom (1893. – 1976.) uspostavili su vlast i nadzor nad čitavom Kinom, poslije čega su trijade bile oslabljene te su mnogi članovi izbjegli u Hong Kong, Tajvan i u SAD.
Tradicionalni izvori prihoda trijada su trgovina drogom, krijumčarenje, prihodi od kockanja, prostitucija, iznuđivanje i reketarenje. Posljednjih godina poslovanje se prebacuje na kartične prijevare i distribuciju piratskih CD-a i softwarea.